# Lucius Arruntius Camillus Scribonianus
Scribonien, en latin Lucius Arruntius Camillus Scribonianus, est un usurpateur romain du Ier siècle.

## Famille
Né dans de la haute noblesse romaine sous le nom de Marcus Furius Camillus Scribonianus, il est le fils de Marcus Furius Camillus, et le frère de Livia Medullina, la seconde fiancée de Claude. Il est adopté par Lucius Arruntius, consul en l'an 6 et change son nom en Lucius Arruntius Camillus Scribonianus.
De sa première union avec Vibia, il à un fils, Lucius Arruntius Furius Scribonianus, et une fille, Arruntia Camilla. Après son divorce avec Vibia, il épouse peut être une Aemilia, avec laquelle il a deux fils, Faustus Arruntius et Paullus Arruntius.

## Biographie
Il devient consul en l'an 32 avec pour collègue Gnaeus Domitius Ahenobarbus (le père biologique de Néron).
En 42, peu après l'accession de Claude à la dignité impériale, la mort d'Appius Silanus porte à son comble le climat de suspicion qui règne à Rome. Scribonianus entre alors dans la conspiration d'Annius Vinicianus, le neveu de l'époux de Julia Livilla. Il est à cette époque légat en Dalmatie, et fort des légions qu'il commande (les VIIe et XIe légions), il pense le moment propice pour se déclarer. Il envoie alors en 42 une missive insolente à Claude le menaçant et le pressant d'abdiquer. Mais il perd cinq jours plus tard le soutien de ses soldats, et doit fuir dans l'île d'Issa où il se suicide.
Son fils, Furius, est épargné par Claude. Il prend la place de son père dans ses biens et au collège des Frères Arvales, et devient questeur en 49. Il est jugé avec sa mère neuf ans plus tard, pour une consultation d'astrologue sur la longévité de Claude. Ce dernier est clément, il lui évite la mort en ordonnant son exil. Il meurt peu après.

## Sources
- Dion Cassius, Histoire romaine. LX, 15 [détail des éditions] [lire en ligne]
- Suétone, Vita Claudii, v.13
- (en) Lendering, Jona, Marcus Furius Camillus, Livius.org